# الکساندر میتروویچ (سیاستمدار)
الکساندر میتروویچ (انگلیسی: Aleksandar Mitrović؛ ۴ اوت ۱۹۳۳ – ۱۹ سپتامبر ۲۰۱۲) سیاست‌مدار اهل صربستان بود. وی از ۲۰ دسامبر ۱۹۹۱ تا ۱۴ ژوئیه ۱۹۹۲ نخست‌وزیر یوگسلاوی بود.
الکساندر میتروویچ در ۱۹ سپتامبر ۲۰۱۲، در سن ۷۹ سالگی درگذشت.